# Dvalinia fascipennis
Dvalinia fascipennis är en stekelart som beskrevs av De Santis och Gallego de Sureda 1986. Dvalinia fascipennis ingår i släktet Dvalinia och familjen puppglanssteklar. Inga underarter finns listade i Catalogue of Life.